# كينتون ديوتي
كينتون ديوتي (بالإنجليزية: Kenton Duty)‏ مواليد 12 مايو 1995 في بلانو، الولايات المتحدة، هو ممثل أمريكي.

## الأعمال
- اسمي خان
- زيندايا
- كولد كيس
- قواعد الطلاق ال 45
- الضياع
- جيمي كيميل لايف!
- آخر الرجال

## الجوائز
| السنة | الجائزة             | الفئة                           | النتيجة | مرجع. |
| ----- | ------------------- | ------------------------------- | ------- | ----- |
| 2011  | جائزة الفنان الصغير | أفضل طاقم شاب في مسلسل تلفزيوني | رُشِّح     | [ 2 ] |
| 2012  | جائزة الفنان الصغير | أفضل طاقم شاب في مسلسل تلفزيوني | رُشِّح     | [ 2 ] |

## روابط خارجية
- كينتون ديوتي على موقع IMDb (الإنجليزية)
- كينتون ديوتي على موقع روتن توميتوز (الإنجليزية)
- كينتون ديوتي على موقع ألو سيني (الفرنسية)
- كينتون ديوتي على موقع ميوزك برينز (الإنجليزية)
- كينتون ديوتي على موقع أول موفي (الإنجليزية)
- كينتون ديوتي على موقع إن إن دي بي (الإنجليزية)
- كينتون ديوتي على موقع ديسكوغز (الإنجليزية)
- كينتون ديوتي على موقع قاعدة بيانات الفيلم (الإنجليزية)
- كينتون ديوتي على موقع كينوبويسك (الروسية)